# Chodków Stary
Chodków Stary est une localité polonaise de la gmina de Łoniów, située dans le powiat de Sandomierz en voïvodie de Sainte-Croix.